# Lac Maricourt
Lac Maricourt är en sjö i Kanada.   Den ligger i regionen Abitibi-Témiscamingue och provinsen Québec, i den sydöstra delen av landet, 400 km norr om huvudstaden Ottawa. Lac Maricourt ligger 382 meter över havet. Arean är 18,9 kvadratkilometer. Den sträcker sig 15,6 kilometer i nord-sydlig riktning, och 7,0 kilometer i öst-västlig riktning.
I omgivningarna runt Lac Maricourt växer i huvudsak barrskog. Trakten runt Lac Maricourt är nära nog obefolkad, med mindre än två invånare per kvadratkilometer.